# 프레이레 (칠레)
프레이레(스페인어: Freire)는 칠레 아라우카니아 주 카우틴 현의 코무나이다.